# Konshisha
Konshisha est une zone de gouvernement local de l'État de Benue au Nigeria.
En avril 2021, l’Armée du nigéria annonce, la perte de 11 militaires, dont un officier, assassinés par des hommes armés non identifiés, à Konshisha.

## Source
- (en) Cet article est partiellement ou en totalité issu de l’article de Wikipédia en anglais intitulé « Konshisha » (voir la liste des auteurs).